# Another
Another (アナザー, Anazā) é uma light novel japonesa de Mistério e horror escrita por Yukito Ayatsuji, publicado em 29 de Outubro de 2009 pela Kadokawa Shoten. Uma adaptação para mangá por Hiro Kiyohara foi serializada entre Maio de 2010 e Janeiro de 2012 na revista Young Ace da Kadokawa Shoten. Uma série de anime com 12 episódios baseada no romance foi exibida de 10 de Janeiro até 26 de Março de 2012, produzida pelo estúdio P.A. Works. Um filme Live-action foi lançado em agosto no Japão.

## Enredo
Há 26 anos atrás, havia uma aluna chamada Misaki Yomiyama na escola Yomiyama Norte, que estudava na sala 3. Uma estudante honorária, também era boa em esportes, Misaki era muito popular entre seus colegas e até os professores tinham afeição por ela. Quando Misaki morre inesperadamente, a classe 3-3 decide continuar agindo como se ela ainda estivesse viva. Contudo, quando a foto da graduação da sala foi tirada, eles viram na foto alguém que não deveria estar lá: Misaki, a estudante “extra”.
O novo estudante do nono ano, Sakakibara Kouichi, 15 anos, se muda de Tokyo para Yomiyama, a cidade natal de sua mãe, devido ao seu pai ter ido trabalhar na Índia. Sua transferência foi para a escola Yomiyama classe 3-3. Por causa de um Pneumotórax, Kouichi teve que ser hospitalizado bem quando as aulas iriam começar. Durante sua hospitalização os representantes de sala Kazami Tomohiko, Akazawa Izumi e Sakuragi Yukari o visitam. Antes que ele fosse liberado, Kouichi conhece no elevador uma garota vestida com o mesmo uniforme de sua escola e um tapa-olho. Ela vai até o subsolo do hospital, onde é localizado o necrotério. Seu nome: Misaki Mei.
Sakakibara finalmente começa a frequentar as aulas e tenta se adaptar, mas não consegue deixar de notar o comportamento estranho de seus colegas. Misaki Mei, a garota que conheceu no elevador do hospital, pertence à mesma classe mas sua mesa parece velha e diferente do resto. Ela está sempre sozinha e ninguém parece se importar com sua presença ou tentar falar com ela. Inicialmente Kouichi imagina que seria um caso de Bullying, mas percebe que até os funcionários e professores da escola agem da mesma forma. Ele também nota que a sua classe é a única que pratica educação física separada (no Japão normalmente se praticam  várias classes misturadas).
Sakakibara questiona sua tia Reiko e seus novos amigos Tomohiko e Teshigawara sobre Misaki Mei, no entanto, eles simplesmente o avisam para que "pare de andar por aí com alguém que não existe". Sua tia também o introduz as lendas urbanas e às "regras" da sala 3-3. Sakakibara-kun se torna amigo de Misaki Mei apesar das advertências contra fazê-lo, e trabalha com seus colegas para descobrir a verdade por trás da maldição da classe 3-3. Ele tem dúvidas a respeito de sua conexão com a maldição, indo tão longe a ponto de acreditar que ele pode ser o "morto". Enquanto isso, misteriosas mortes acontecem.
Com o clima ficando sombrio ao seu redor, Sakakibara Kouichi e seus amigos tentam descobrir a história por trás do incidente de 1972 e a "calamidade" que assombra a classe 3-3 desde então, procurando um meio para reverter a maldição da classe 3-3.

## Personagens

### Protagonistas
Kouichi Sakakibara (榊原恒一, Sakakibara Kouichi)
Dublado por: Atsushi Abe
Um garoto de 15 anos transferido à escola Norte de Yomiyama na classe 3-3. Vive com seus avós e sua tia enquanto seu pai conduz pesquisas na Índia. Por falta de advertência de seus colegas de classe, Sakakibara-kun desenvolve amizade com Misaki Mei.
Mei Misaki (見崎鳴, Misaki Mei)
Dublada por: Natsumi Takamori
Uma bela garota que usa um tapa-olho que cobre seu olho esquerdo, (um olho verde) de boneca que ela afirma lhe permitir ver os mortos, através de uma tonalidade diferente de cores (a cor da morte, que ninguém mais pode ver).  Misaki é a única da classe 3-3 que se senta em uma mesa diferente das demais, uma carteira velha e rabiscada. Por algum motivo, todas as pessoas da escola ignoram sua presença, tornando-a uma pessoa invisível e não existente, apenas Sakakibara parece notar sua presença, chegando ao ponto de se questionar se ela realmente existe.

### Parentes de Kouichi
Yōsuke Sakakibara (榊原陽介, Sakakibara Yōsuke)
Pai de Kouichi. Yōsuke é professor universitário e atualmente faz pesquisas na Índia. Ele costuma sempre telefonar para Kouichi.
Ritsuko Mikami (三神理津子, Mikami Ritsuko)
Ritsuko é a mãe de Kouichi que veio a falecer após seu nascimento. Ela também era estudante da Classe 3-3 em 1972, quando uma morte abalou a todas da escola.
Reiko Mikami (三神怜子, Mikami Reiko)
Dublada por: Naoko Sakakibara
Tia de Kōichi por parte de mãe. Ela aconselha Kōichi sobre a escola e suas "regras", Ela também era estudante da Classe 3-3 em 1983, quando um estudante conseguiu parar a calamidade antes do fim do ano.

### Parentes de Mei
Yukiyo Misaki (見崎ユキヨ, Misaki Yukiyo)
Dublada por: Hitomi Harada
Mãe adotiva de Misaki, ela também é dona da loja de bonecas pouco visitada, cujo nome é "Os Vazios Olhos de Yume no Crepúsculo". Seu pseudônimo é Kirika (霧果). Ela teve um natimorto há 12 anos e isto fez com que ela ficasse obcecada em bonecas.
Misaki Fujioka (藤岡未咲, Fujioka Misaki)
Dublada por: Hiromi Igarashi
Primeiramente apresentada como a "outra metade" de Mei e depois como sua prima, ela é a garota a qual Mei estava indo entregar uma boneca no necrotério do hospital Yūmigaoka. Ela era irmã gêmea de Mei, criadas separadamente mas que acabaram se conhecendo. Morreu no hospital por leucemia, sendo a "morte de abril", a primeira morte da maldição de Yomiyama.
Amane (天根, Amane)
Dublada por: Sayuri Sadaoka
Recepcionista da loja de bonecas e tia-avó de Mei Misaki.
Naoya Teshigawara (敕使河原直哉, Teshigawara Naoya)
Dublado por: Tomoaki Maeno
Aluno da Classe 3-3 e amigo de Kouichi, que o chama de "Sakaki". Adora esportes e tem uma personalidade extrovertida.
Tomohiko Kazami (風見智彦, Kazami Tomohiko)
Dublado por: Mitsuhiro Ichiki
Aluno da Classe 3-3 e amigo de Kouichi. Ele é um dos representantes de classe, e é um aluno honorário. Ele também é amigo de infância de Teshigawara,morre quando Akazawa acerta um cano em sua cabeça.
Yūya Mochizuki (望月優矢, Mochizuki Yūya)
Dublado por: Kazutomi Yamamoto
Aluno da Classe 3-3 e integrante do clube de arte,  ele é um dos parceiros de Kouichi que o ajuda a desvendar os mistérios da maldição.
Izumi Akazawa (赤沢泉美, Akazawa Izumi)
Dublada por: Madoka Yonezawa
Aluna da Classe 3-3 e "Chefe das contra-medidas" mantem um certo rancor por Mei por quebrar o "selo" da maldição, no final é deixado claro que ela tem uma queda por Kouichi. Ela acaba sendo morta na light novel e no anime, mas sobrevive no mangá.
Yukari Sakuragi (桜木ゆかり, Sakuragi Yukari)
Dublada por: Ai Nonaka
Aluna da classe 3-3 é uma das representantes de Sala. Ela morre ao escorregar na escada e ter seu pescoço atravessado pela ponta de seu Guarda-Chuva. Depois de sua morte é informado que sua mãe também morreu em um acidente. Ambas são as "Mortes de Maio".
Shōji Kubodera (久保寺, Kubodera Shōji)
Dublado por: Kōzō Mito
Professor responsável pela classe 3-3. Após perceber que as contra-medidas à calamidade não funcionavam, mata sua mãe e depois se esfaqueia até a morte na frente de seus alunos. Ele e sua mãe são duas das "mortes de Julho".
Tatsuji Chibiki (千曳辰治, Chibiki Tatsuji)
Dublado por: Hiroaki Hirata
Bibliotecário encarregado. Chibiki foi professor da classe 3-3 durante o primeiro ano da calamidade, o ano em que Misaki morreu. Alguns anos mais tarde, ele abandona a profissão de professor mas continua na escola como bibliotecário. A partir de então, ele mantém registros do fenômeno, os mortos e as conexões entre eles.

### Outros
Misaki Yomiyama (夜見山岬, Yomiyama Misaki)
Uma estudante honorária da classe 3-3 da escola Yomiyama em 1972. Ela era extremamente popular e apreciado entre seus colegas e professores. Morreu num incêndio, o qual também tomou a vida de seu irmão e de seus pais. Seus colegas ficaram tão chocados com a morte precoce de Misaki que decidiram agir como se ela ainda estivesse viva. De alguma forma, este ato deu início à maldição da classe 3-3.
Sanae Mizuno (水野沙苗, Mizuno Sanae)
Dublada por: Seiko Yoshida
Enfermeira no hospital Yūmigaoka. É irmã mais velha de Takeru Mizuno, estudante da classe 3-3. Ela tenta ajudar Kouichi a investigar o misterioso passado da escola Yomiyama Norte dando-o informações que ela conseguia conversando com seus colegas de trabalho e seu irmão. Morre em um acidente no elevador do hospital enquanto falava com com Kouichi Sakakibara sobre Misaki Mei no celular, sendo considerada a "morte de Junho".
Katsumi Matsunaga (松永克己, Matsunaga Katsumi)
Dublado por: Shinya Takahashi
Um ex-estudante da classe 3-3 da escola Yomiyama em 1983. Durante este ano ele teve sucesso em parar a maldição da sala 3-3, sendo este o único caso registrado em que o fenômeno parou antes do fim do ano letivo. Com medo de esquecer sua descoberta, ele grava sua teoria e confissão num gravador portátil para que possíveis futuros alunos afligidos pela maldição o descubram. Após sua graduação ele se muda para Tokyo para estudar. Se torna um banqueiro, mas abandona o cargo, após alguns anos, para ajudar nos negócios da família. Katsumi é cliente regular do Inoya Cafė, onde trabalha Tomoka Inose.
Tomoka Inose (猪瀬知香, Inose Tomoka)
Dublada por: Mahiro Inoue
Meia-irmã mais velha de Yūya, Tomoka é garçonete no Inoya Cafė. Estudou na escola Yomiyama em 1983, porém, não era da classe 3-3. Apesar de conhecer os rumores sobre a maldição, nunca acreditou neles até que Yūya, temendo por sua segurança, a explicou sobre a situação.
Keiko Numata (沼田恵子, Numata Keiko)
Dublada por: Rie Takahashi
Avó de Takabayashi. Uma senhora simpática e gentil que, entretanto, demonstrou ser uma assassina de sangue frio. Ela é responsável pela morte de Manabu Maejima, Izumi Akazawa, Takako Sugiura, Junta Nakao, Shigeki Yonemura, e Kensaku Numata (seu marido) durante a viagem de verão. Comete suicídio mordendo a própria língua, tornando a si mesma e seu marido as "mortes de agosto"

## Adaptações

### Light Novel
Another é originalmente uma Light Novel de 677 páginas escrita por Yukito Ayatsuji. A novel foi serializada na revista de leitura Yasai Jidai da editora Kadokawa Shoten em períodos intermitentes entre Agosto de 2006 e Maio de 2009. Um volume tankōbon completo foi publicado em 29 de Outubro de 2009 e uma edição bunkobon de dois volumes foram lançadas em 25 de Setembro de 2011. Um relançamento da edição bunkobon com ilustrações por Noizi Ito foi lançada em 1 de Março de 2012. Ayatsuji anunciou que escreverá uma novel relacionada intitulada Another: Episode S e uma sequência intitulada Another 2.

### Mangá
Uma adaptação para mangá ilustrada por Hiro Kiyohara foi serializada entre Maio de 2010 e Janeiro de 2012 na revista Young Ace da editora Kadokawa Shoten.O mangá foi lançado em 2013 pela Editora JBC.

### Anime
Uma adaptação para anime produzida pela P.A. Works e dirigida por Tsutomu Mizushima começou a ser exibida no Japão em 10 de Janeiro de 2012 e terminou em 26 de Março de 2012. Um episódio OVA chamado "episódio 0" que conta um pouco do que se passa antes do início da série foi lançado em 26 de Maio de 2012 junto com uma edição limitada do mangá.
Frases marcantes do anime: "Não acredite no que eu pareço ser. Acredite no que eu realmente sou, conheça-me"; "É patético desistir de algo sem ao menos ter tentado"; "Aqueles que vivem na ignorância se mantem numa realidade sombria"; "Quando estão com a vida em risco, as pessoas começam a tomar decisões desesperadas";

#### Trilha Sonora
A trilha sonora foi produzida por Kow Otani, e a direção de som fica a encargo de Yoshikazu Iwanami.
Temas de abertura
"Kyomu Densen" (凶夢伝染) por Ali Project
Temas de encerramento
"Anamnesis" por Annabel

### Filmelive-action
Uma adaptação para live-action dirigida por Takeshi Furusawa e produzida pela Kadokawa Pictures foi lançada nos cinemas japoneses em 4 de agosto de 2012.Essa adaptação arrecadou 5.6 milhões de dólares na bilheteira japonesa. Esta recebeu do  IMDb uma avaliação de 5,8/10.